# Natascha Wesel
Natascha Wesel (* 1968 in Berlin) ist eine deutsche Juristin und Rechtsanwältin. Sie war von 2007 bis 2014 Richterin des Berliner Verfassungsgerichtshofs.

## Beruflicher Werdegang
Natascha Wesel wurde in Ostberlin geboren, begann ihr Studium der Rechtswissenschaften vor der Wende und schloss das Studium 1991 an der Humboldt-Universität ab. Anschließend absolvierte sie ihr Referendariat in Leipzig und Berlin. Seit 1995 arbeitet sie als Rechtsanwältin u. a. in der HAWS Helmdach Ahcin Wesel & Sittner Rechtsanwälte-Partnerschaft mbB, dort ab 2011 als Partnerin. Zudem ist sie seit 2000 Mediatorin (BAFM) und seit 2005 des Weiteren Fachanwältin für Familienrecht (u. a. Eheentscheidung, Sorge- und Umgangsrecht, Unterhaltsrecht, Lebenspartnerschaftsrecht).
Im Juni 2007 wurde sie auf Vorschlag der Berliner Linken vom Berliner Abgeordnetenhaus zur Richterin des Verfassungsgerichtshofes des Landes Berlin gewählt. Ihrer Nominierung war eine wochenlange Suche der Linkspartei nach einer neuen Kandidatin vorausgegangen, nachdem im April 2007 die Anwältin Evelyn Kenzler abgelehnt worden war. Natascha Wesels Amtszeit endete 2014.

## Mitgliedschaften und Ämter
- Ehemaliges Vorstandsmitglied der Landesgruppe Berlin des Deutschen Juristinnenbundes
- Mitglied im Berliner Anwaltsverein (BAV)
- Mitglied der Arbeitsgemeinschaft Meditation beim Deutschen Anwaltsverein (DAV)
- Mitglied der Bundesarbeitsgemeinschaft für Meditation (BAFM)
- Mitglied des Vereins Zusammenwirken im Familienkonflikt (ZiF)
- Lehrbeauftragte der Juristischen Fakultät der Humboldt-Universität zu Berlin (Stand:2021)[7]

## Privates
Natascha Wesel ist geschieden und war mit dem Rechtshistoriker Uwe Wesel verheiratet.